# Cala Rajada
Cala Rajada [ˈkalə rəˈdʒaðə] („Rochenbucht“), ältere Schreibweise auch Cala Ratjada, ist ein Ort auf der spanischen Baleareninsel Mallorca. Der 6432 Einwohner zählende Ort (Stand: 2019) ist ein Ortsteil der Gemeinde Capdepera.

## Geographie

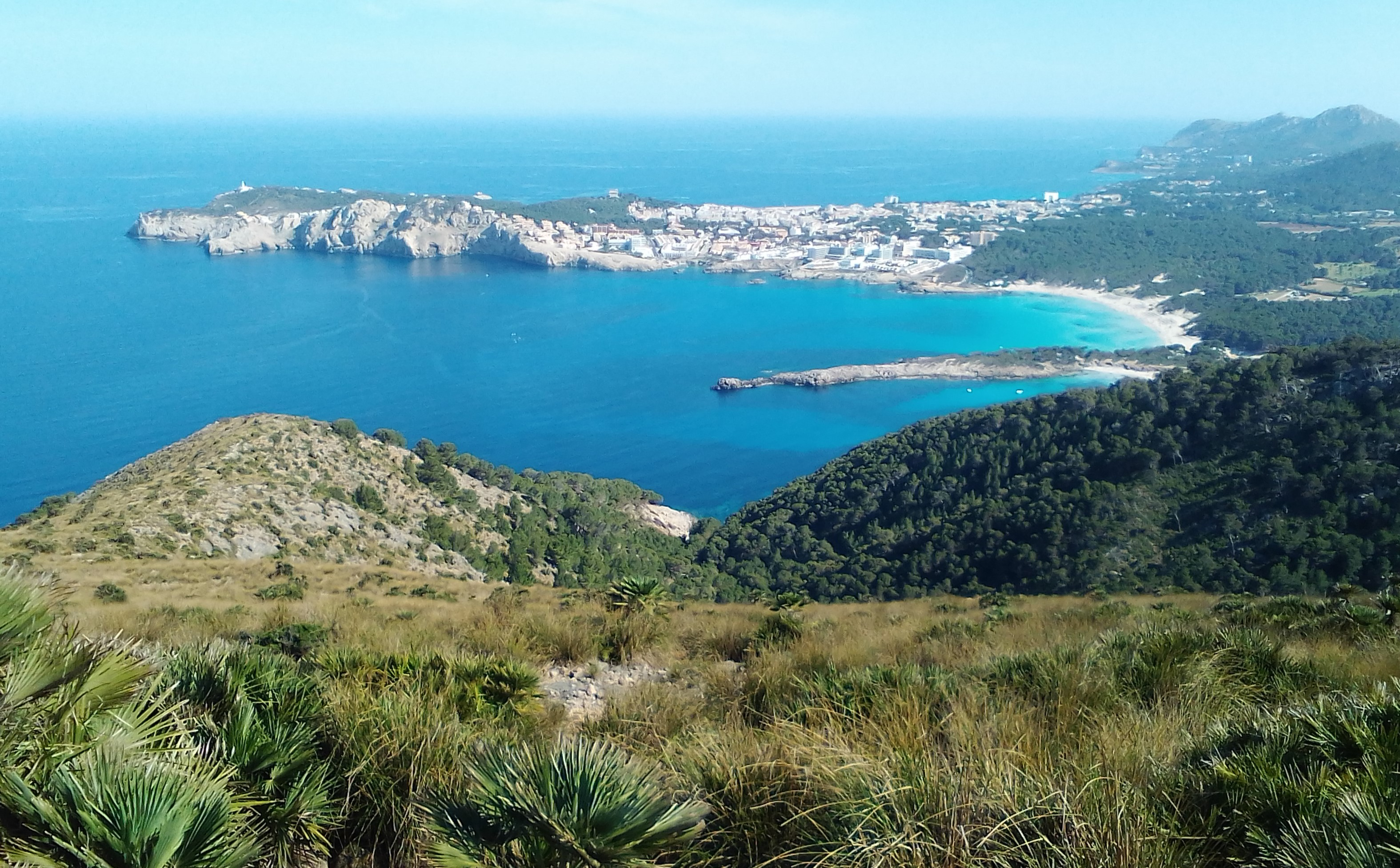
Blick auf Cala Rajada vom Es Telégraf

Der Ort liegt im Nordosten der Region (Comarca) Llevant.
Hier endet die Landstraße MA-15 von der Inselhauptstadt Palma über Manacor, Artà und Capdepera.
Die Entfernung zu Artá beträgt 10 Kilometer, Palma ist etwa 78 Kilometer entfernt.
Die Landschaft um Cala Rajada herum besteht aus sanften Hügeln von etwa 200–250 Metern Höhe, der markanteste davon ist Es Telégraf. Die Halbinsel Punta de Capdepera und das Cap des Freu bilden den Landabschluss. Die Felsküste ist durchbrochen von mehreren Buchten mit Sandstrand. Von Norden nach Süden sind dies: Cala Moltó, Cala Agulla, Cala Lliteres, Cala Gat und Cala Son Moll.
Im Süden liegt das Cap Vermell.

## Geschichte
Der alte Besitz am Cap war Ende des 18. Jahrhunderts in vier Besitzungen aufgeteilt: Can Patilla, es Coll d'Os, Can Climentó und ses Rotges. 1808 gab es in „Cala Rajada“ zwei kleine Häuser, die zusammen bis zu fünfzehn Männer beherbergen konnten. Es waren Matrosen aus Valldemossa, die bis in die zweite Hälfte des 19. Jahrhunderts mit Booten nach Korallen suchten, welche damals einen hohen Wert darstellten.
1822 erwarb Climent Garau Terrassa, Zimmermann, von Miquel Servera, Landwirt aus Son Servera, durch Kauf das Grundstück namens Cap den Melis Barbatxo, das zukünftig der Standort von Cala Ratjada sein wird, für hundert mallorquinische Pfund. Der Bruder von Servera, Jaume Servera, behielt den Teil, der Ses Rotges genannt wurde.
1852 wurde ein Torre de Cala Ratjada erstmals in einem Armee-Verzeichnis erwähnt.
1858 wurde die Calle del Mar errichtet, um darauf das Material für die Errichtung eines Leuchtturms zu transportieren.
1861 wurde das Far de Capdepera in Betrieb genommen.
1878 hat Climent Garau i Melis aus seiner Besitzung Es Cap oder Can Climentó einunddreißig Grundstücke, die in zwei Kernen entlang der Straße gruppiert waren, parzelliert und verkauft. 1879 hat Jaume Servera Lliteras aus seiner Besitzung ses Rotges neununddreißig Grundstücke parzelliert und verkauft. Darauf begann der Bau der ersten Häuser. Es siedelten sich insbesondere Fischer aus Capdepera an, die mit Langleinen fischten und auch Rochen (= ratjadas) und Langusten fingen.
1885 wurde das älteste Hotel „Hostal Ca's Bombu“ in Cala Rajada gegründet und wird seitdem von der Familie Esteva geführt.
1889 wurde der kleine Hafen von Capdepera auf königlichen Befehl für die Ausschiffung per Kabotage (für die Küstenschifffahrt) freigegeben.
1891 wurde die erste Kirche, die Kapelle Sant Roc in der Carrer Sant Roc unweit der Ca's Bombu errichtet und eingeweiht. Der erste Priester war Josep Sureda, auch bekannt als Vicar Tafona oder Don Pep de can Tafona, abgeleitet von der Ca'n Tafona, dem Namen des gleichnamigen Bauernhofs, der sich seit mehr als vierhundert Jahren im Besitz der Familie Sureda befindet.
1905 wurde der Hafen von Capdepera vom Dampf-Postschiff «Menorquín» mit 14 Passagieren und Fracht angelaufen.
1915 besuchte Álvaro Figueroa y Torres, Conde de Romanones, die Balearen und auch Cala Rajada. Die Fischer begleiteten den Grafen von Romanones zum offenen Strand und sie erklärten ihm die dringende Notwendigkeit, einen bescheidenen Zufluchtshafen zu bauen, um die Schäden zu vermeiden, die die Stürme ihnen zufügten.
1917 bis 1927 bestand bei na Ferradura die Werft und Reederei von Antoni Ferragut Alzamora, Colau Garau Bombu und Antoni Moll Miquelet, in der Segelschiffe gebaut und dann in der Küstenschifffahrt beim Import und Export von Waren eingesetzt waren.
1925 wurde der Grundstein für die Pfarrkirche gelegt und vom Bischof gesegnet.
1926 wurden die ersten Straßennamen beschlossen: Carrer Castellet, Avinguda d'América, ses Monges, des Faro, des Bombu, de Sant Roc usw.
1928 empfahl sich das Hotel Castellet im Besitz von M. Casellas als komfortables Urlaubsziel mit eigenem Tennisplatz. Das Hotel Castellet (Carrer Castellet) wurde 1906 von Don Francisco Castellet i Molins errichtet und bestand bis ca. 1970. Höchstwahrscheinlich das erste Hotel, das auf Mallorca als Luxushotel direkt am Meer gebaut wurde.
Am 25. Mai 1931 lief das Schiff El Golea in schwerer See am Cap des Freu nahe der Cala Mesquida auf Grund. 362 Passagiere und die Besatzung konnten sich retten. Ca. 200 Tonnen Ladung konnten geborgen werden. Der Versuch, das gestrandete Schiff mit Hilfe anderer Schiffe frei zu schleppen, misslang und so wurde das Schiff später vom Seegang an der rauen Küstenlinie zerstört und sank.
1932 bewilligte die Regierung die finanziellen Mittel für öffentliche Arbeiten zur Beschaffung von Materialien für Häfen und vergab den Auftrag zur Errichtung einer Anlegestelle in Cala Ratjada an Herrn Ángel Puigcerver Calvedo um 428.499 Peseten.
Bekannt wurde die sich Anfang der 1930er Jahre auf Cala Rajada konzentrierende Kolonie von Exilanten. Unter den antifaschistischen deutschsprachigen Schriftstellern und Künstlern waren u. a. der Pazifist Heinz Kraschutzki, die Schriftsteller Karl Otten, Franz Blei, Herbert Schlüter, der Maler Rudolf Levy und der Kunstsammler und Schriftsteller Harry Graf Kessler. Weitere Exilanten waren der Lyriker Erich Arendt, der Schriftsteller und Abenteuerer Hugo Baruch, der Philosoph Walter Benjamin, der Maler Heinrich Maria Davringhausen, der Dadaist Raoul Hausmann, der Maler Friedrich Wilhelm Kleukens, der Redakteur Kurt Lachmann, der Schriftsteller Werner Lansburgh, der Lektor Konrad Alfred Liesegang, der Journalist Walther Pollatschek, der Journalist Arthur Seehof, der Maler Arthur Segal und der Schriftsteller Werner von der Schulenburg. Nach dem Franco-Putsch im Juli 1936 gelang es den meisten, die Insel zu verlassen.
Im Jahr 1931 begann dieselbe Brigade, die die Straße von Capdepera nach Son Servera gebaut hatte – die meisten stammten aus Murcia – mit den Arbeiten zum Bau des Cala Rajada Piers. Es wurde ein kleiner Arm mit Felsen von etwa 25 Metern gebaut. Einige Monate später wurden die Arbeiten eingestellt. 1940 begannen die Arbeiten an der Mole erneut und wurden bis 1948 fortgesetzt.
Vom Bauboom, der sich im Zuge des Tourismus in den 1970er Jahren auf der Insel ausbreitete, ist Cala Rajada bis zum Ende des 20. Jahrhunderts nur eingeschränkt erfasst worden. Dies hat dem Ortskern den Charakter eines historischen Fischerortes mit Hafen erhalten. Rege Bautätigkeit hat jedoch um 2000 außerhalb der Kernregion des Ortes eingesetzt, sofern diese Gebiete nicht unter Naturschutz stehen.
1985 Einweihung der neuen Schule in Cala Rajada, dem Schulzentrum „S'Auba“,
sowie der öffentlichen Bibliothek.
1995 wurde die Promenade an der nördlichen Küstenlinie von der Cala Lliteres nach s'Entrador errichtet.
1996 wurde die Kläranlage erweitert.
2007 wurde vor der Hafenmauer von Cala Rajada ein maritimes Naturschutzgebiet, das Reserva Marina de Levante de Mallorca – Cala Rajada, eingerichtet.
2019 wurde der paseo marítimo von der Plaça de Son Moll bis zur Verlängerung der Carrer des Faralló für 450.000 Euro durch Firma Contratas Vilor SL generalsaniert. Die Fußgängerpromenade und die Gewerbeflächen wurden neu geordnet und barrierefrei gestaltet. 2020 wurde ein Teil der Promenade durch den Sturm „Gloria“ schwer beschädigt.

## Sehenswürdigkeiten

### Plaza de los Pinos
Der geometrische Platz bildet die Ortsmitte. Dreißig lange alte Aleppokiefern mit hohen Kronen und fünfundzwanzig Palmen prägen diesen Platz.

### Plaça Castellet
Dieser Platz im Herzen von Cala Rajada wurde 1994 neu gestaltet.

### Hafen und Marina
Im südlichen Ortsteil liegt der mit einer Betonmauer geschützte Hafen. Cala Rajada ist nach Palma de Mallorca immer noch der zweitwichtigste Fischereihafen Mallorcas. Von hier starten Ausflugsschiffe nach Cala Millor und Porto Cristo. Die Marina, ebenda, hat 85 Liegeplätze für Boote mit 15 Metern Länge und max. 3 Metern Tiefgang.
1964 begann die Erweiterung des alten Hafens durch die Errichtung der neuen Hafenmauer aus Beton. 1971–72 wurde die Hafenmauer durch eine dritte Trasse erweitert. 2016 wies die Hafenmauer erhebliche Schäden durch Erosion auf und hatte Durchlässigkeitsprobleme. Die Regierung der Balearen bewilligte 7,6 Millionen Euro für die Reparatur des Schutzraums im Hafen, die effiziente Nutzung der Hafenflächen sowie die Sanierung und Umstrukturierung von Gebäuden. Am 21. Januar 2017 beschädigte ein schwerer Sturm die Hafenmauer und riss ein Loch mit etwa 2 × 3 Metern hinein. Im Februar 2021 wurde eine Rekonstruktion und Verstärkung des Wellenbrechers mit einem Ausführungsbudget von 5.510.586 EUR angekündigt. Geplant ist auch eine Stabilisierung des Felsküstenabschnitts nach Westen.

### Plaça dels Mariners
Der Platz der Seefahrer erinnert an die 1924 gegründete Pòsit de Pescadors de Capdepera (Stiftung für Fischer und Seefahrer), die nicht nur die Landung der Boote am Playa de Pescadors regelte, sondern auch eine Schule für Kinder aus Seefahrerfamilien gründete.

### Langustenhaus
Östlich des Hafens ist ein historisches Langustenhaus erhalten, in denen die Langusten vor dem Verkauf in Meerwasserbecken lebendig gehalten wurden.

### Villa March
Auf einem Hügel ebenfalls östlich des Ortes hat sich der Tabakschmuggler, Immobilienhändler und spätere Bankier Juan March 1911 auf den Ruinen des Wachtturms Sa Torre Cega („Der blinde Turm“) die Villa March erbaut.
In dem die Villa umgebenden 60.000 m² großen Park (Jardines March), den der britische Gartenarchitekt Russell Page angelegt hat, befand sich eine Sammlung etwa 40 zeitgenössischer Skulpturen (u. a. von Auguste Rodin, Max Bill und Henry Moore), ehe sie nach einem schweren Unwetter im November 2001, das im Garten große Schäden anrichtete, weitgehend nach Palma de Mallorca verbracht wurde. Im dortigen Museu d’Art Espanyol Contemporani, in der Carrer Sant Miquel 11, sind sie und weitere Kunstobjekte der Stiftungen der Familie March nun zu sehen. Im August 2010 wurde der Park in Cala Rajada durch das Königspaar wieder eröffnet. Die Dauerausstellung besteht neben den Skulpturen auch aus Avantgarde-Bildern.

### Centre Cultural Cap Vermell
Dieses moderne und funktionale Gebäude wurde von der Firma Barceló-Balanzó Arquitectes entworfen und 2011 für die FAD-Preise für Architektur und Innenarchitektur 2011 ausgewählt. Es hat eine einzigartige rechteckige Form und öffnet sich zu einem schönen Platz mit Gärten, wo Outdoor-Aktivitäten durchgeführt werden. Der Innenraum verfügt über mehrere Mehrzweckräume, eine Bibliothek und ein Auditorium.

### Moderne Kunst
An der Hafenmole wurde 2014 das Wandbild „Verkleidete Musikergruppe, die das Schiff der Freude erwartet“ des spanischen Künstlers Gustavo, bürgerlich Gustavo Peñalver Vico, angebracht. 2015 kam das Wandbild „Fischerpaar kommt in einem schwarzen Boot aus Antwerpen und wartet auf den Regenbogen in Cala Rajada“ dazu. Jedes dieser Bilder ist 16 Meter breit und vier Meter hoch, besteht aus 1700 Fliesen.
Am Passeig ses Àmfores östlich des Hafens befindet sich am Plaça Racó de ses Ancores eine Metallskulptur des französisch-US-amerikanischen Objektkünstlers Armand Pierre Fernandez, die Als homos de la mar gewidmet ist, also den Männern des Meeres (= Fischern).
Nahe der Playa Na Ferradura (‚Hufeisen‘) befindet sich eine weibliche Figur aus Zement des mallorquinischen bildnerischen Künstlers Joan Bennàssar in dem für ihn typischen formalen Primitivismus und klassischer Subtilität. Die Figur war im Jahr 2015 Teil einer saisonalen Ausstellung mehrerer Werke des Künstlers entlang des Paseo Maritimo und ist dann dort verblieben.
Am Skulpturen-Boulevard folgten in den darauf folgenden Jahren Werke von Guillem Crespí, Moises Gil, Miguel Sarasate, Vicente Barón und Gustavo Peñalver.

### Leuchtturm
Noch weiter östlich des Ortes führt eine Stichstraße durch eine zerklüftete Felslandschaft mit sehr kleinen Badebuchten zur Punta de Capdepera mit dem in der Mitte des 19. Jahrhunderts erbauten Leuchtturm Far de Capdepera. Auf diesem Hügel steht auch die Ruine des Wachtturms Torre Embucada.

### Weitere
Im Südwesten ist markant das südlich von Capdepera auf dem Puig de Son Jordi errichtete Funkfeuer (VOR/DME) ersichtlich. Es wird zur Funknavigation in der Luftfahrt genutzt.

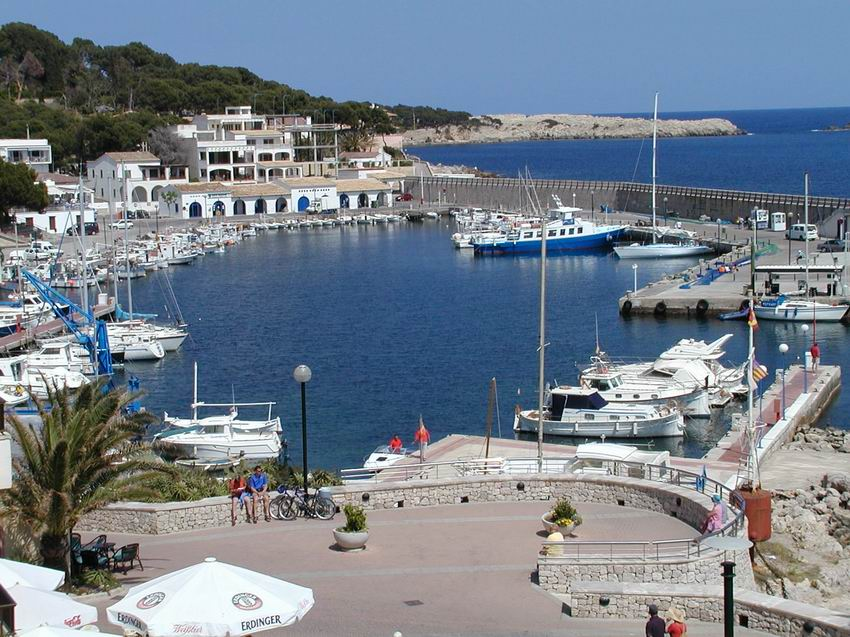
Hafen von Cala Rajada
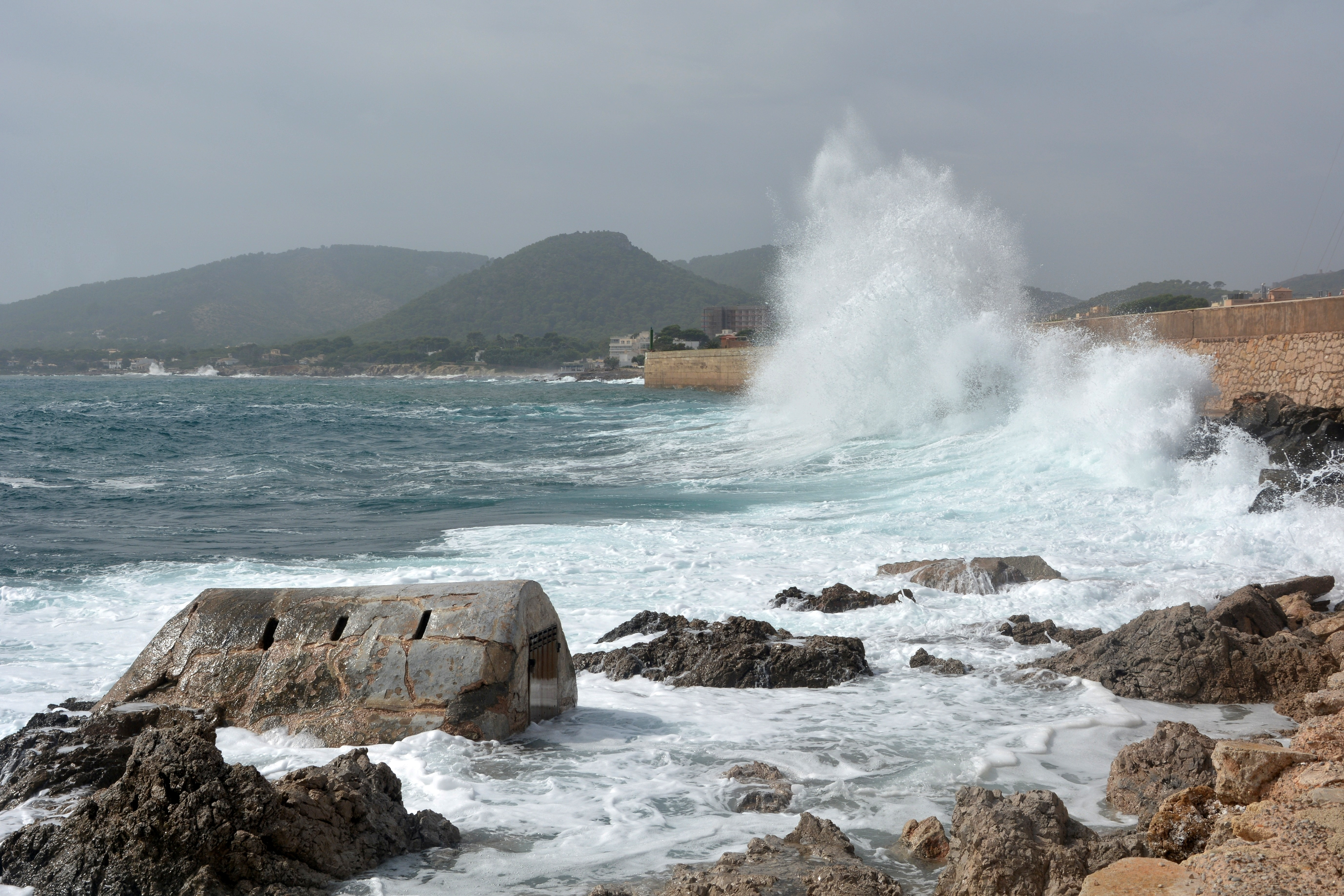
Langustenhaus
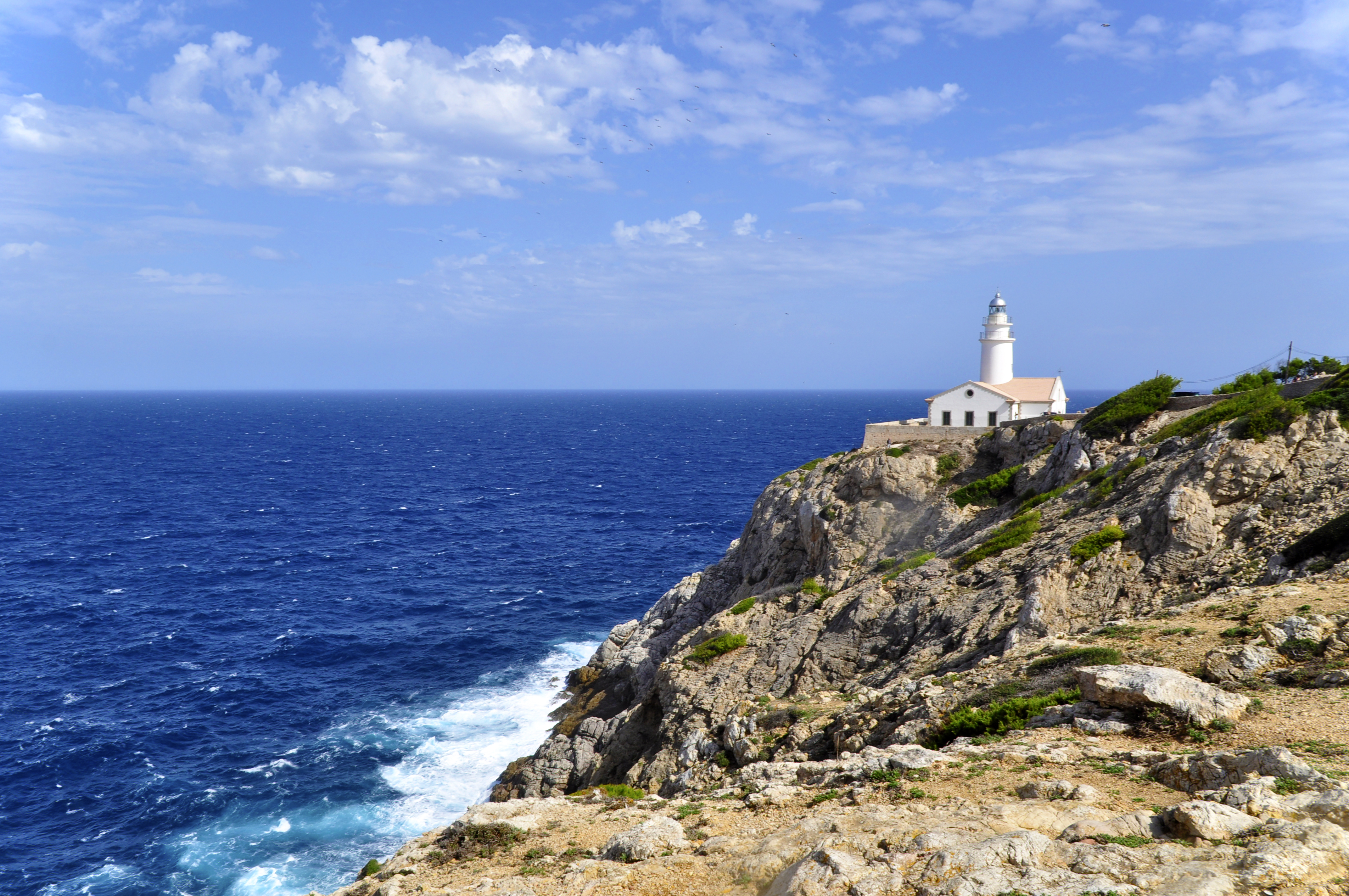
Far de Capdepera
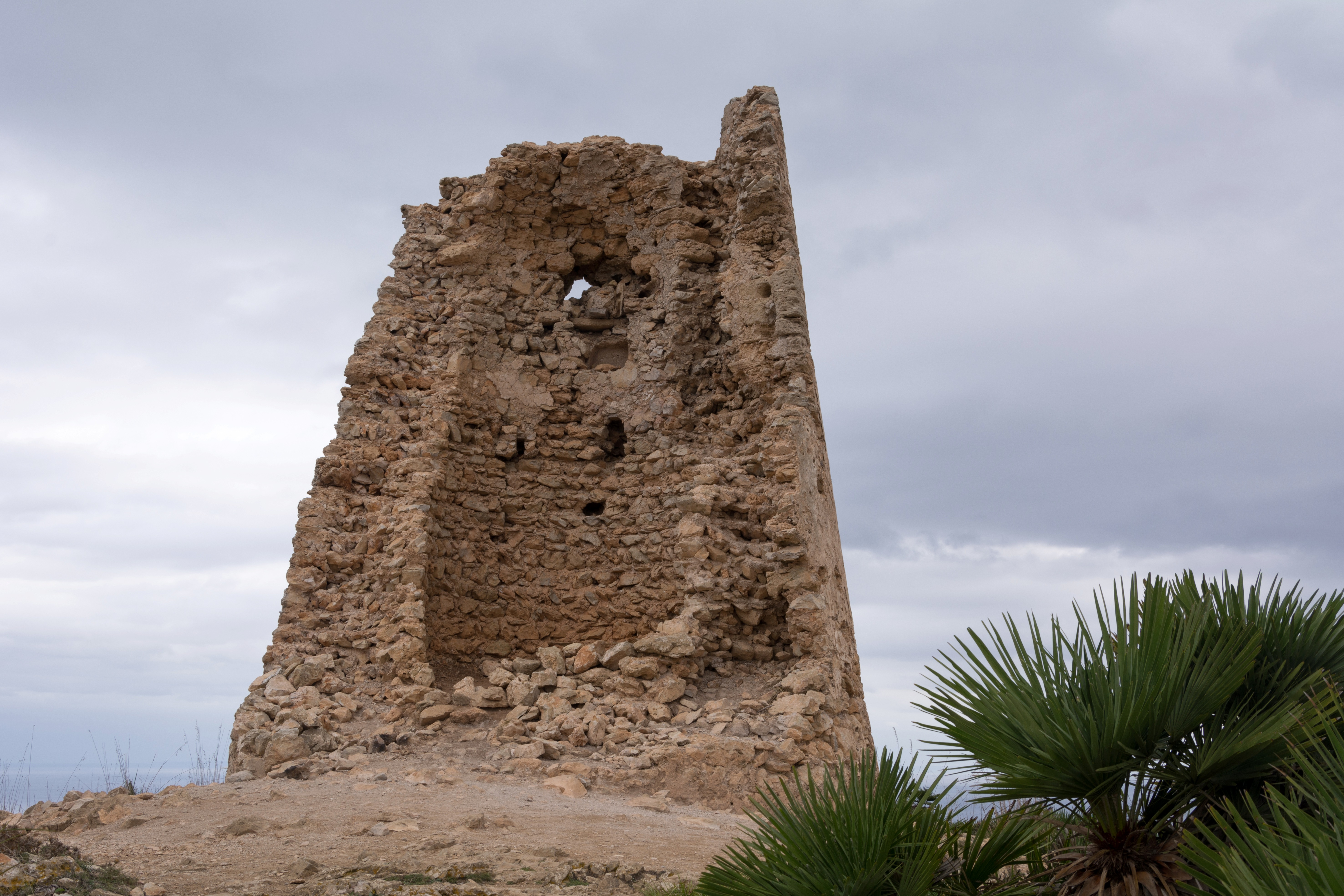
Wachturm auf dem Es Telégraf (273 m)

## Tourismus
Jedes Jahr besuchen circa 650.000 Touristen Cala Ratjada. Es landet somit auf Platz drei der meistbesuchten Orte auf Mallorca, nach Palma de Mallorca und Magaluf.
In der unmittelbaren Umgebung des Ortes befinden sich drei größere Strände: Zum einen die Cala Agulla (Cala Guyá) im Nordwesten, die Cala Son Moll im Südwesten und die Bucht Cala Gat im (Süd-)Osten. Weiterhin existieren auch noch viele kleine Buchten wie die Cala Lliteres im Norden.
In der näheren Umgebung befinden sich die Höhlen Coves d’Artà.

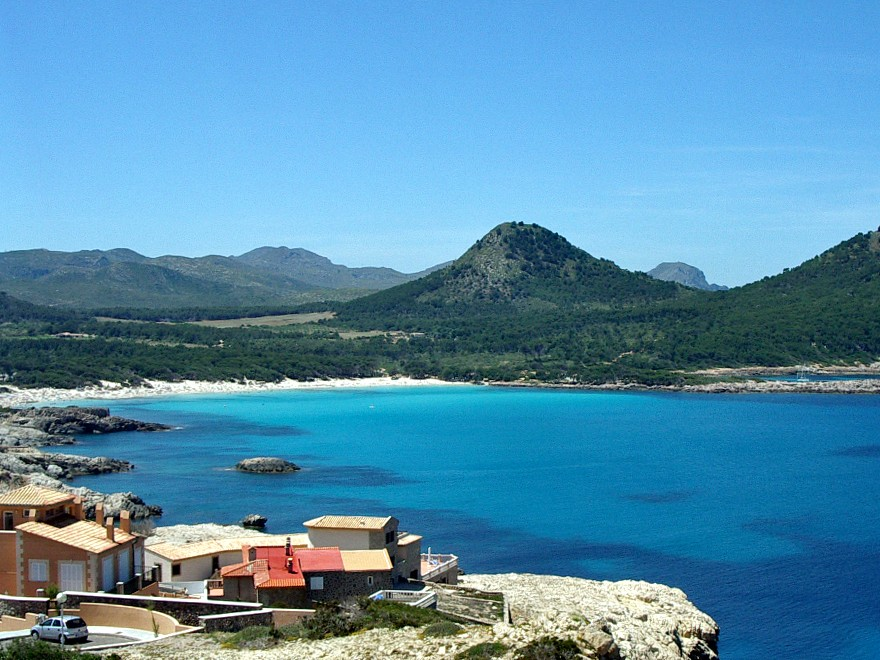
Größter Strand: Cala Agulla
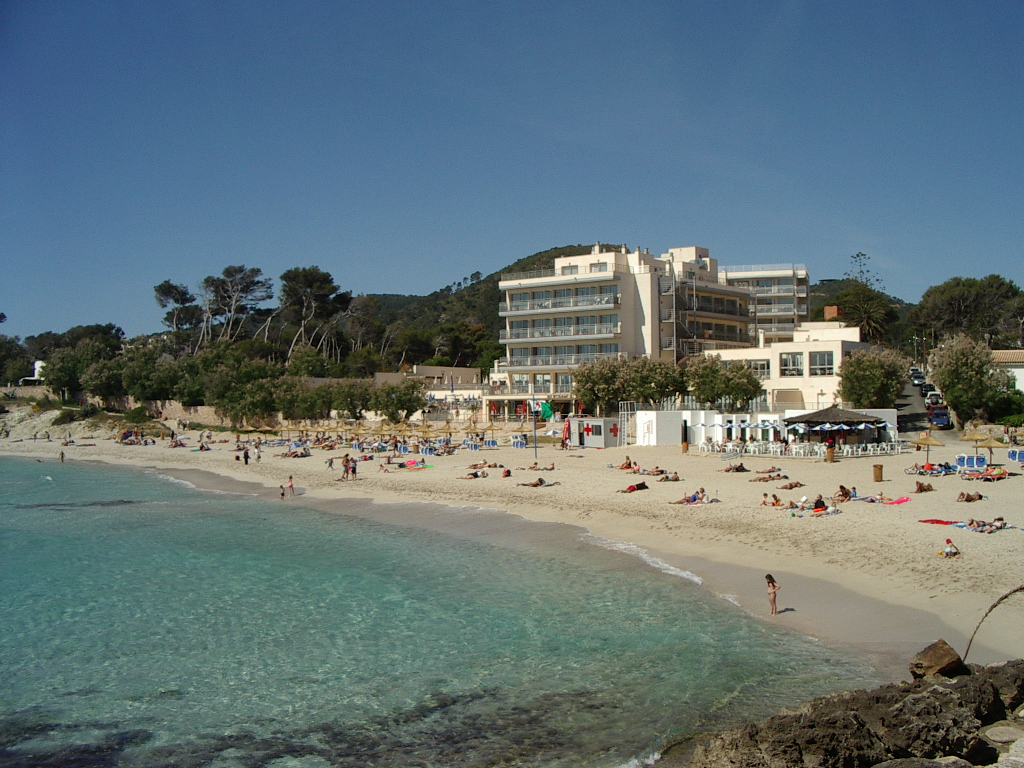
(Cala) Son Moll
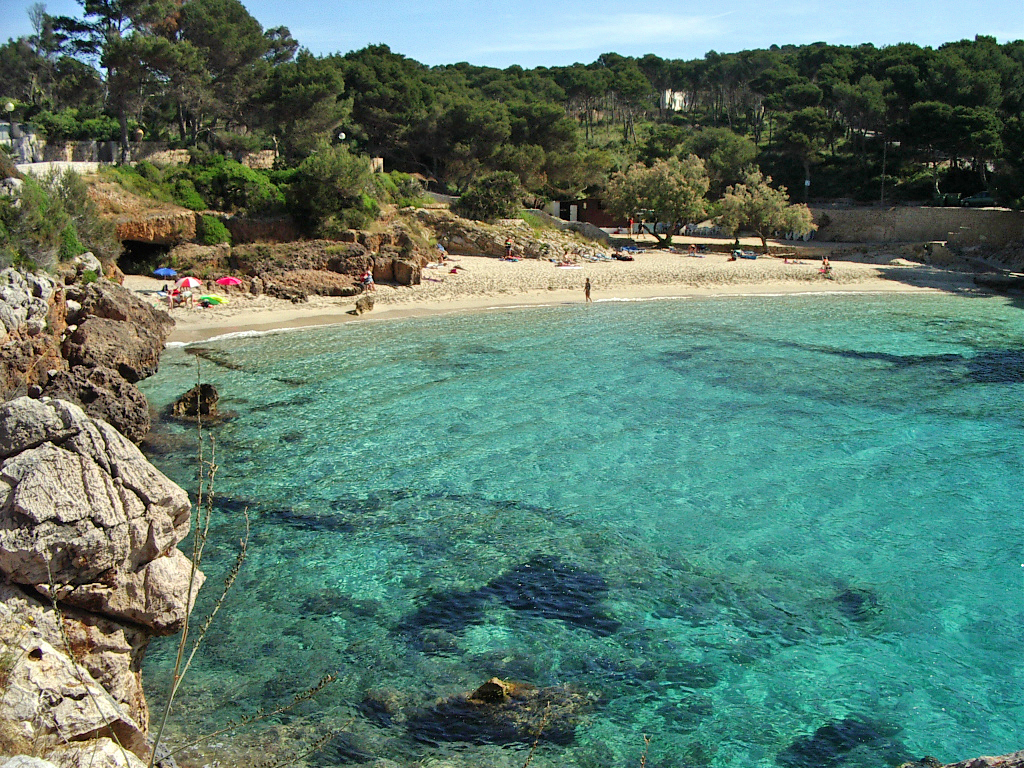
Badebucht Cala Gat
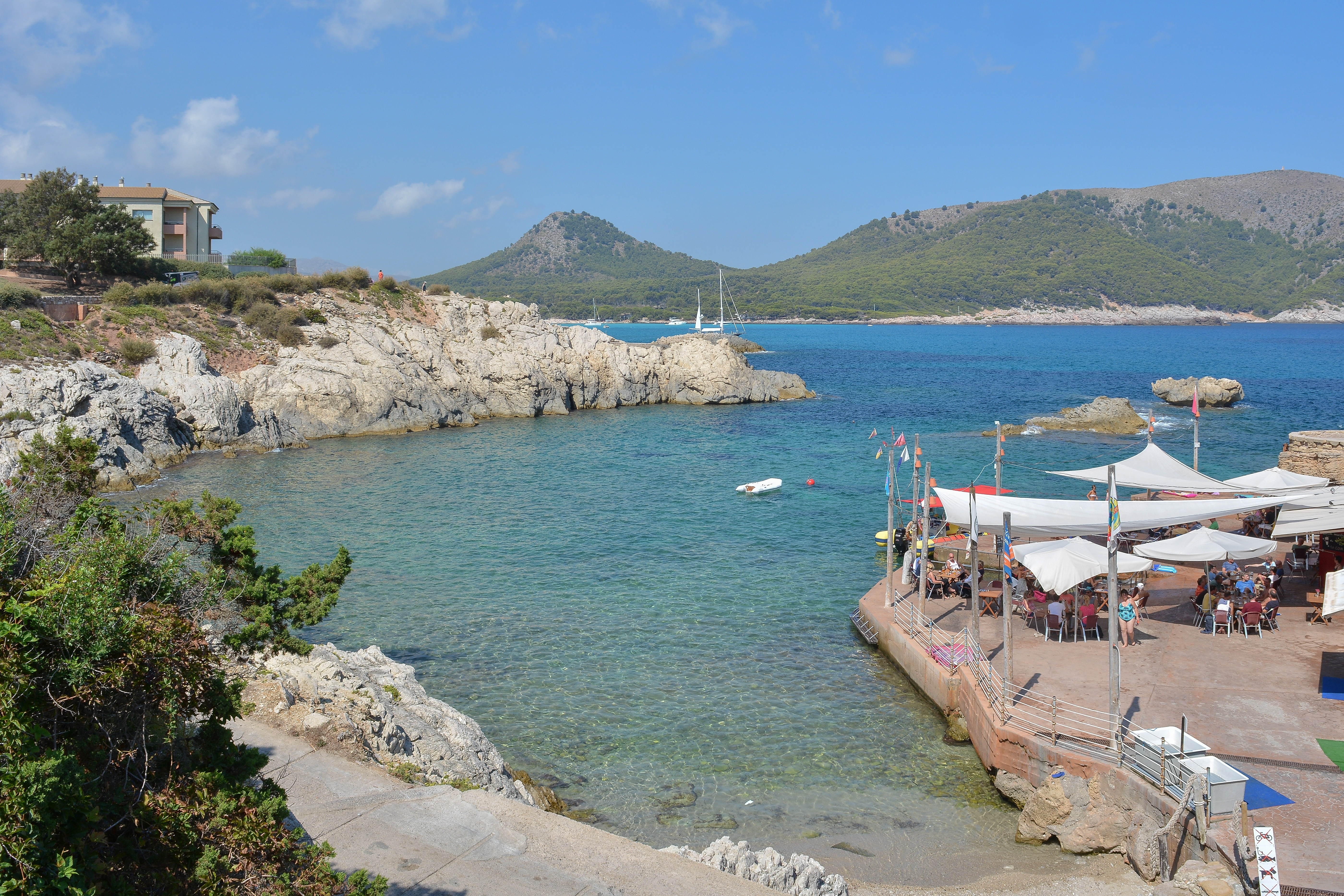
Cala Lliteres
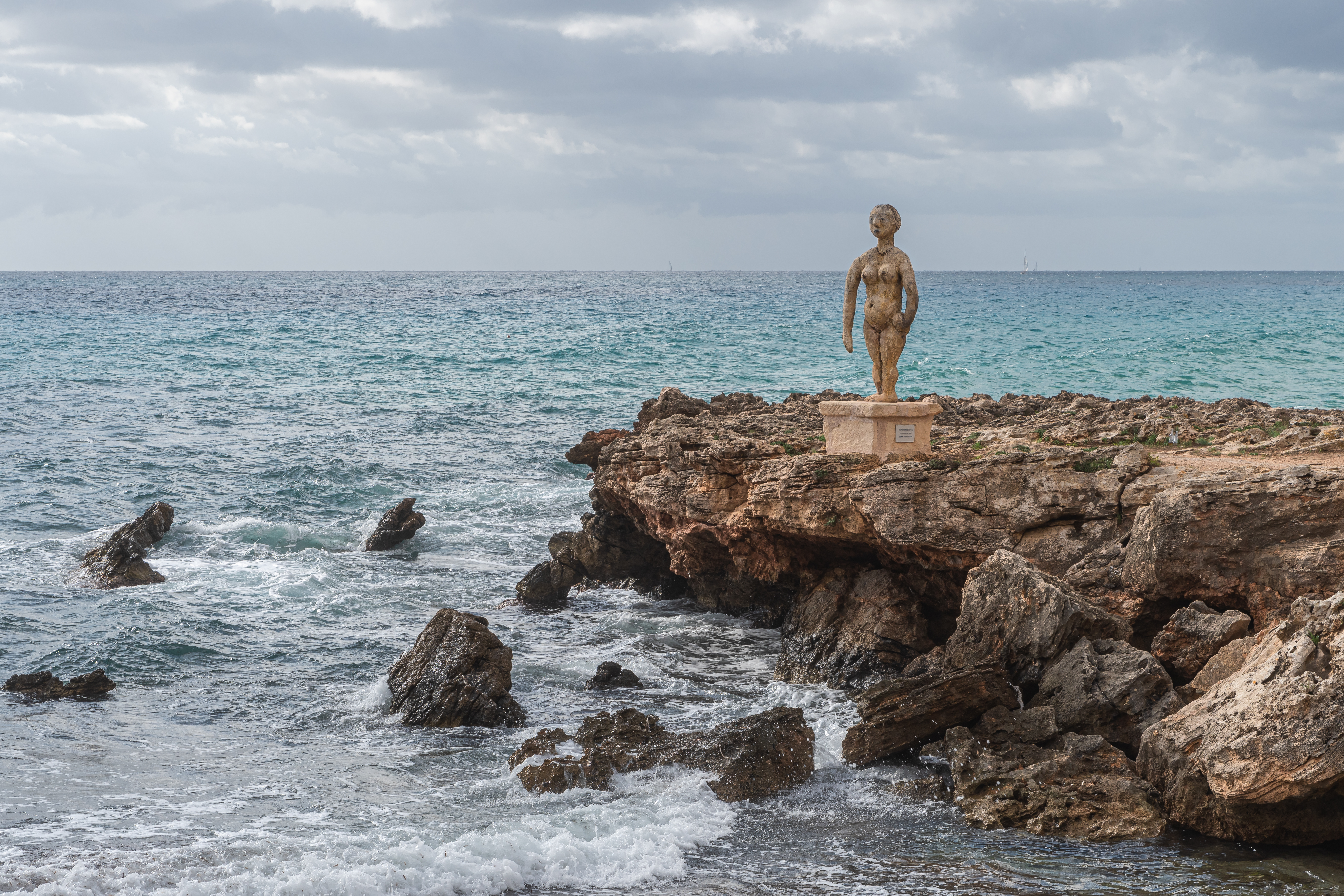
Na Ferradura, Skulptur von Joan Bennàssar

## Regelmäßige Veranstaltungen

### Feste
- 6. Januar: Comissió dels Reis – Ankunft und Umzug der Heilige Drei Könige, seit 2008[49][50][51]
- 17. Januar: St. Antoni – hl. Antonius
- Juni oder Juli – Festival de les Arts al carrer – Straßenfest, seit 2009[52][53]
- 16. Juli: Virgen del Carmen (verehrt als Schutzpatronin der Fischer) – Unsere Liebe Frau auf dem Berge Karmel
- 16. August: Sant Roc – hl. Rochus
 Der Heilige Rochus ist der Schutzpatron von Cala Rajada. Beim Fest von Sant Roc war früher das Bootsrennen für Segler und Ruderboote ein Höhepunkt.[54]
- 24. August: Sant Bartomeu – hl. Apostel Bartholomäus
- Oktober: Mostra de la Llampuga – Goldmakrelen-Fest – An mehr als 20 Ständen werden etwa drei Tonnen Fisch auf mehr als 20 verschiedene Arten frisch zubereitet.[55][56][57]

### Markt
Einmal wöchentlich am Samstag gibt es in Cala Rajada einen Wochenmarkt auf dem zentralen Platz Plaça dels Pins.

### Weiteres
In der Pfarrkirche Nostra Senyora del Carme in der Ortsmitte findet sonntags um 11:00 Uhr für die deutsche evangelische Gemeinde auf Mallorca ein Gottesdienst in deutscher Sprache statt.

## Verkehr
Per Kraftfahrzeug ist der Ort von Palma de Mallorca aus in circa einer Stunde über die Ma-15 zu erreichen, wobei bis Manacor eine vierspurige Straße existiert.
Es existieren mehrmals täglich direkte Busverbindungen zwischen beiden Orten (Omnibusbahnhof im Ortszentrum), betrieben durch die Transports Públics de les Illes Balears (TIB). Da die Eisenbahn von Palma de Mallorca aus in diese Richtung nur bis Manacor führt, muss das letzte Drittel ebenso wieder per Bus zurückgelegt werden. Durch den Hafen werden wie oben bereits erwähnt regelmäßige Bootsverbindungen angeboten.

## Persönlichkeiten
- Elionor Servera Melis, Ehefrau von Joan March Ordinas, war eine große Wohltäterin in Cala Rajada, insbesondere als die Bevölkerung während des Bürgerkrieges verarmte. Gemeinsam mit ihrer Schwester Francisca Servera Melis organisierte sie Mittag- oder Reisgerichte. Ihr zum Gedenken wurde die frühere Calle del Mar in Carrer d' Elionor Servera umbenannt, heute die Hauptstraße.[58]